# ヤコポ・ダ・ボローニャ
ヤコポ・ダ・ボローニャ（Jacopo da Bologna, 活動時期：1340年頃 - 1360年頃）は、14世紀イタリア、トレチェント音楽の初期の音楽家。イタリアに初めて多声音楽をもたらした作曲家の一人。
1340年代よりミラノの僭主ルキーノ・ヴィスコンティの宮廷に出入りし、マギステル・ピエーロやジョヴァンニ・ダ・カッシャとともに活動した。1350年頃、ヴェローナのスカラ家のマスティーノ2世の宮廷において、ジョヴァンニ・ダ・カッシャと音楽を競い合ったという記述が残されている。この3人のうちでは一番高名で残された作品も多い。おそらくヴィスコンティの宮廷で出会ったと思われるが、ペトラルカと知人であったらしく、ペトラルカの詩による作品を残している。
ヤコブス・デ・ボノーニア（Jacobus de Bononia）、ヤコブス・ボノニエンシス（Jacobus Bononiensis）などの別称が知られていて、ボローニャ出身であることを示している。
31曲のマドリガーレ（このうち2曲がカノン）、1曲のバッラータ、1曲のカッチャ、2曲のモテットがスクアルチャルーピ写本（Squarcialupi Codex）、パンチャティーキ写本（Panciatichi 26）、レイナ写本（Reina Codex）などに残されている。
代表的な曲として、3声の3重マドリガーレ『誇り高き鷲』（Aquila altera）、2声のマドリガーレ『我は不死鳥なりき』（Fenice fu）、ペトラルカのテキストに基づく2声のマドリガーレ『ディアーナが愛する男にこころよく思われなくなったのは』（Non al suo amante piú Dïana piacque）そしてルキーノ・ヴィスコンティに双子が誕生したことを歌ったことから1346年8月頃の作とされる2声のマドリガーレ『おおイタリアのすばらしきリグーリア』（O in Italia felice Liguria）などが挙げられる。